# Quettreville-sur-Sienne
Quettreville-sur-Sienne ist eine französische Gemeinde mit 3.181 Einwohnern (Stand: 1. Januar 2022) im Département Manche in der Region Normandie. Sie gehört zum Arrondissement Coutances und zum Kanton Quettreville-sur-Sienne.
Sie entstand mit Wirkung vom 1. Januar 2016 als namensgleiche Commune nouvelle durch die Zusammenlegung der früher selbstständigen Gemeinden Quettreville-sur-Sienne und Hyenville, die in der neuen Gemeinde den Status einer Commune déléguée haben.
Mit Wirkung vom 1. Januar 2019 wurde die bestehende Commune nouvelle durch die Integration der früher selbstständigen Gemeinden Contrières, Guéhébert, Hérenguerville und Trelly erweitert, wobei auch die zusätzlichen Gemeinden den Status einer Commune déléguée haben. Der Verwaltungssitz befindet sich im Ort Quettreville-sur-Sienne.

## Gliederung
| Ortsteil                                              | ehemaliger INSEE-Code | Fläche (km²) | Einwohnerzahl zum 1. Januar 2022 |
| ----------------------------------------------------- | --------------------- | ------------ | -------------------------------- |
| Contrières (seit 2019)                                | 50140                 | 09,12        | .0372                            |
| Guéhébert (seit 2019)                                 | 50223                 | 06,29        | .0136                            |
| Hérenguerville (seit 2019)                            | 50244                 | 02,71        | .0202                            |
| Hyenville (seit 2016)                                 | 50255                 | 03,39        | .0364                            |
| Quettreville-sur-Sienne (seit 2016) (Verwaltungssitz) | 50419                 | 16,14        | 1.441                            |
| Trelly (seit 2019)                                    | 50605                 | 11,77        | .0666                            |

## Geografie
Umgeben wird Quettreville-sur-Sienne von den Nachbargemeinden Orval sur Sienne im Norden, Saussey im Norden und Nordosten, Saint-Denis-le-Vêtu im Osten und Nordosten, Roncey im Osten, Grimesnil im Südosten, Lengronne im Süden und Südosten, Le Mesnil-Aubert und Cérences im Süden, Muneville-sur-Mer im Süden und Südwesten, Lingreville im Westen und Südwesten, Annoville und Hauteville-sur-Mer im Westen sowie Montmartin-sur-Mer im Nordwesten.

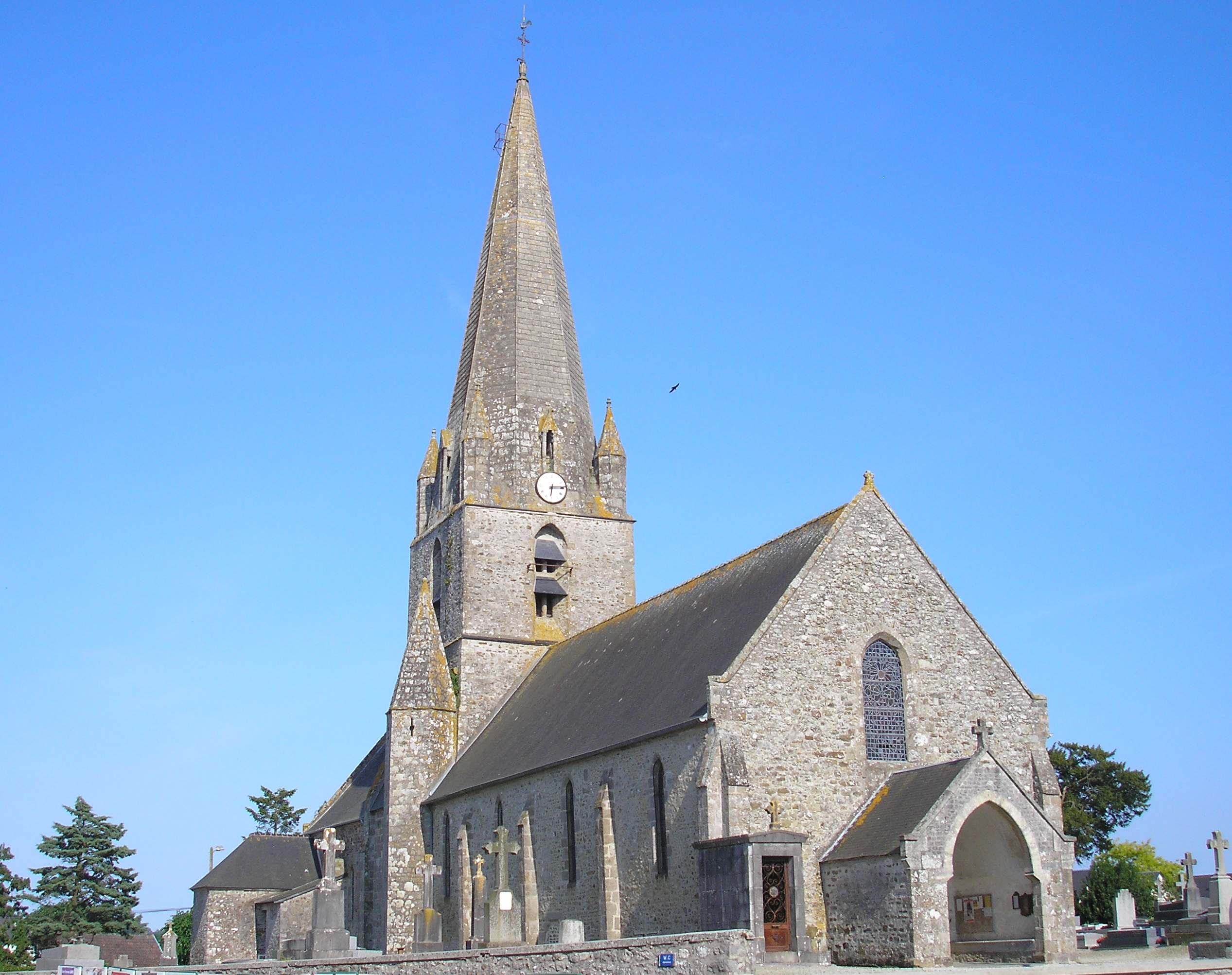
Kirche Notre-Dame und St. Agatha